# 梁本旺義
梁本 旺義（やなもと おうぎ、2000年9月18日 - ）は、ジャパンラグビーリーグワンクボタスピアーズ船橋・東京ベイに所属するラグビー選手。

## プロフィール
- 大阪府出身[1]。
- ポジションはフランカー(FL)、ナンバーエイト(No8)。
- 身長 180 cm、体重 95 kg
- ジュニア・ジャパンに選ばれたことがある[2]。
- U20日本代表に選ばれたことがある[3]。

## 来歴
大阪市立東生野中学校に入学した1年生からラグビーを始めた。
2019年、常翔学園高校卒業後、同志社大学に入学。なお常翔学園高校時代、主将を務めた。
2022年、同志社大学ラグビー部の主将に就任。
2023年1月、アーリーエントリーでクボタスピアーズ船橋・東京ベイに加入。同年3月、同志社大学卒業。
2025年2月22日に行われたJAPAN RUGBY LEAGUE ONE第9節交流戦静岡ブルーレヴズ戦にて途中出場でリーグワン公式戦初出場を果たして、デビュー戦でトライをあげた。